# پارک یادبود شووا
پارک یادبود شووا یا پارک شوواکینِن (به ژاپنی: 国営昭和記念公園 Kokuei Shōwa Kinen Kōen  Showa) یکی از پارک‌های واقع در منطقهٔ تاچیکاوا در توکیو پایتخت ژاپن است. این پارک به مناسبت پنجاهمین سال سلطنت امپراتور شووا در سال ۱۹۸۳ میلادی افتتاح شده‌است.

## رسیدن به پارک
- جی‌آر، خط تندروی چوئو، ایستگاه تاچیکاوا پیاده تا پارک ۱۵ دقیقه راه است. حرکت از ایستگاه شینجوکو تا ایستگاه تاچیکاوا در حدود نیم ساعت طول می‌کشد.
- خط اومه، ایستگاه نیشی تاچیکاوا پیاده تا پارک ۳ دقیقه راه است.

## بلیت ورودی
پارکینگ این پارک رایگان نمی‌باشد.
|                           | یک نفر | گروه   | بلیت ورودی یک ساله |
| ------------------------- | ------ | ------ | ------------------ |
| بزرگسال (بیشتر از ۱۵ سال) | ۴۰۰ ین | ۲۸۰ ین | ۴۰۰۰ ین            |
| کودک (کمتر از ۱۵ سال)     | ۸۰ ین  | ۵۰ ین  | ۸۰۰ ین             |

## نگارخانه

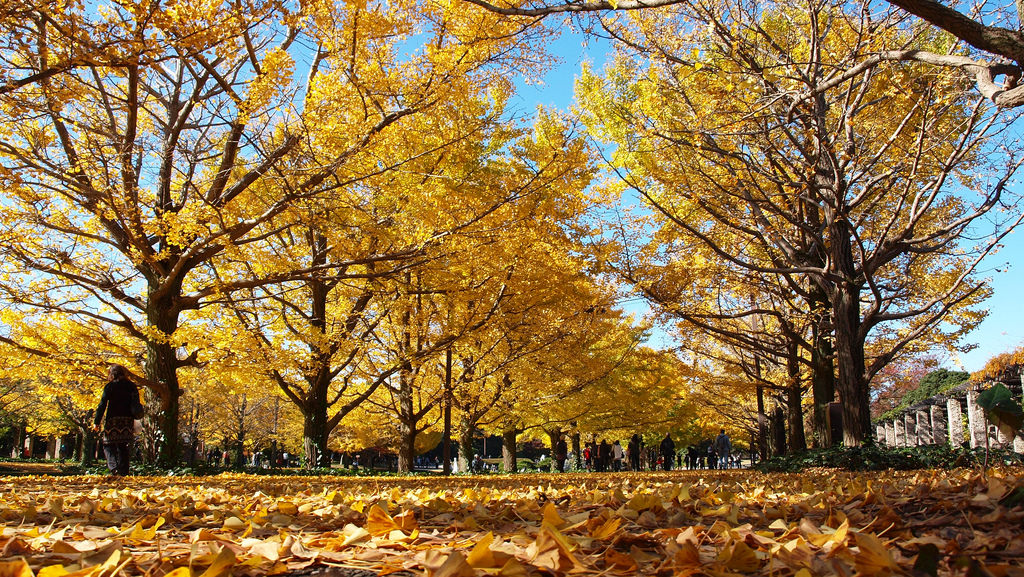
پائیز در پارک
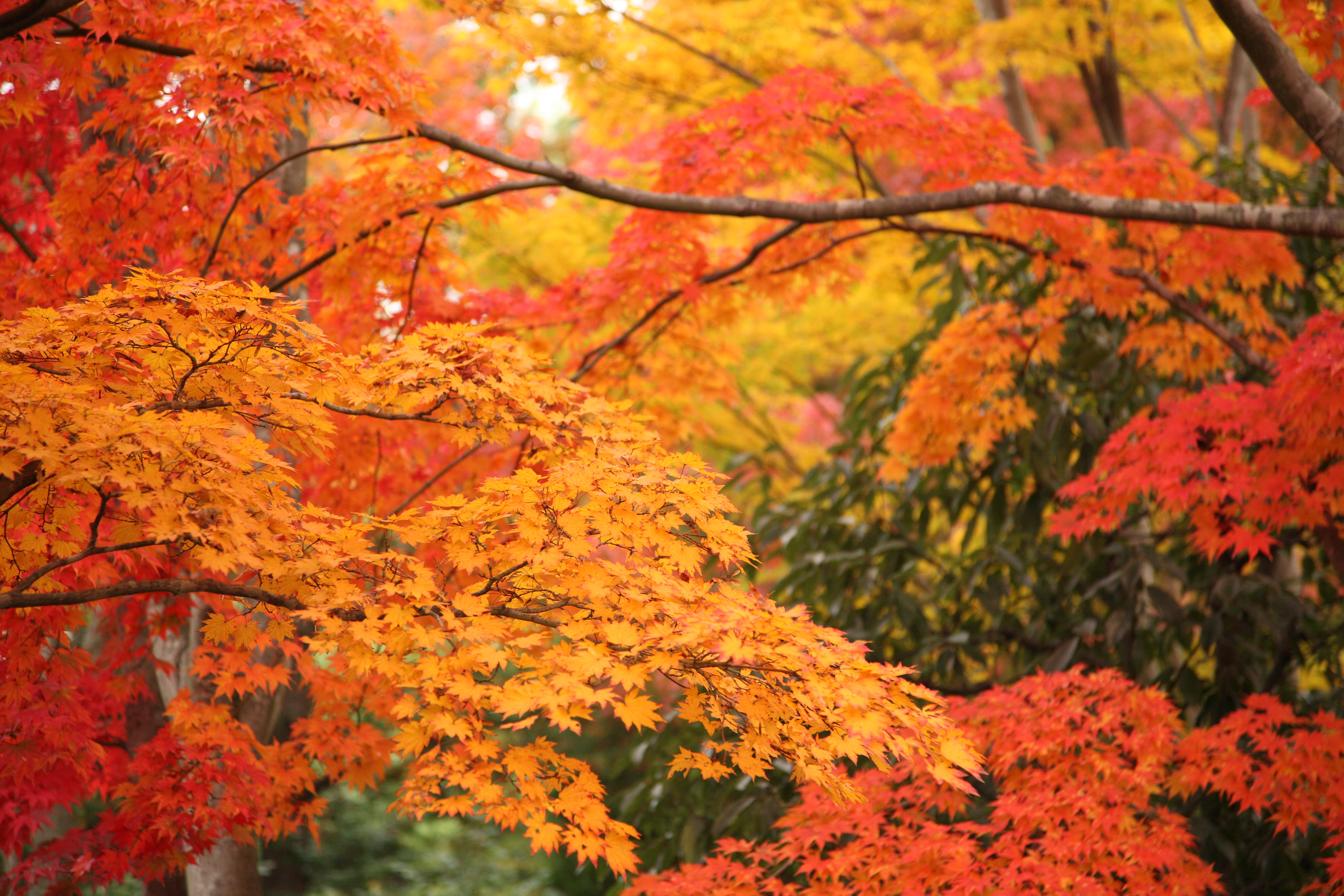
پارک در اکتبر
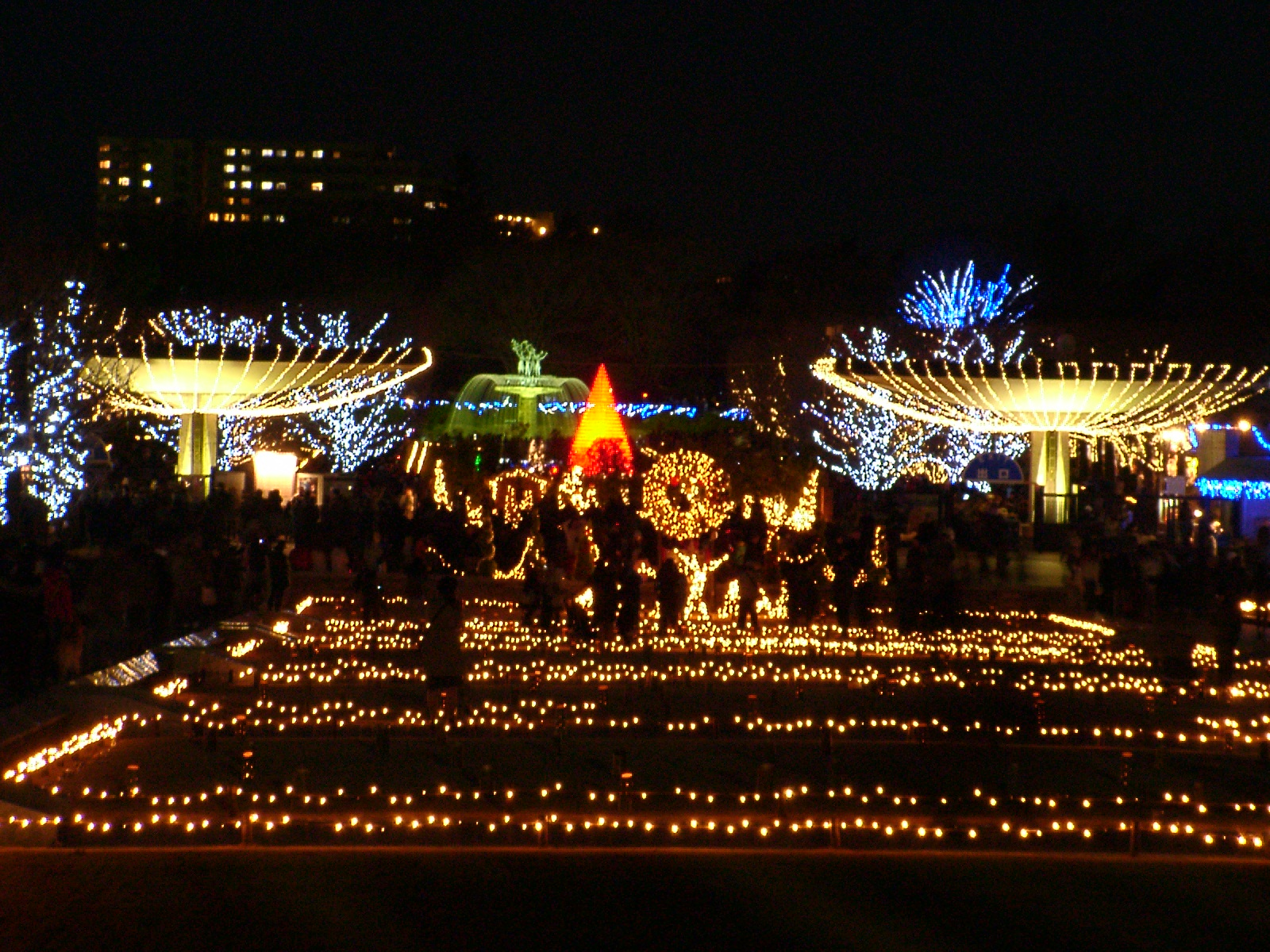
زمستان و چراغانی در پارک
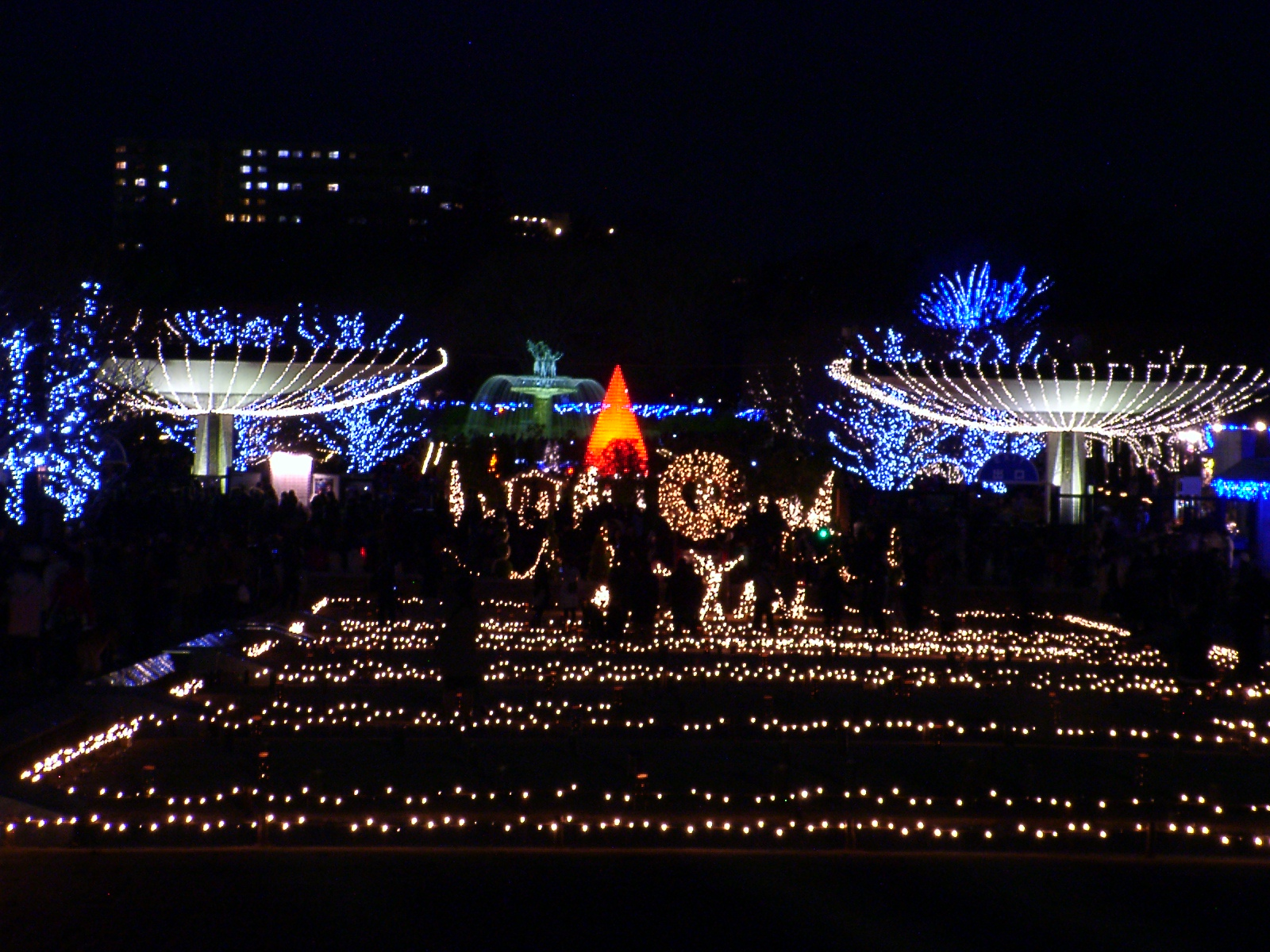
زمستان و چراغانی در پارک
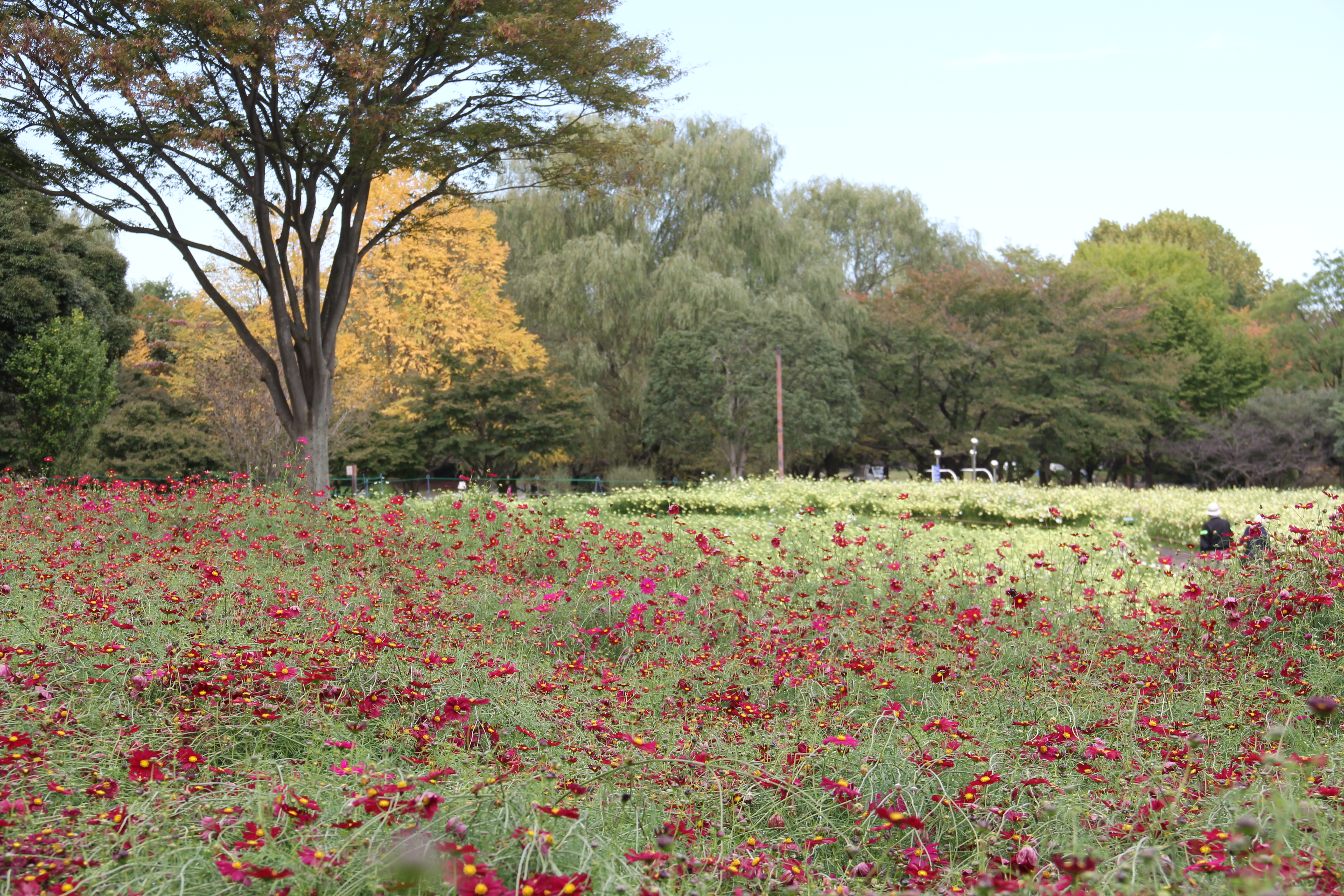
پارک یادبود شووا
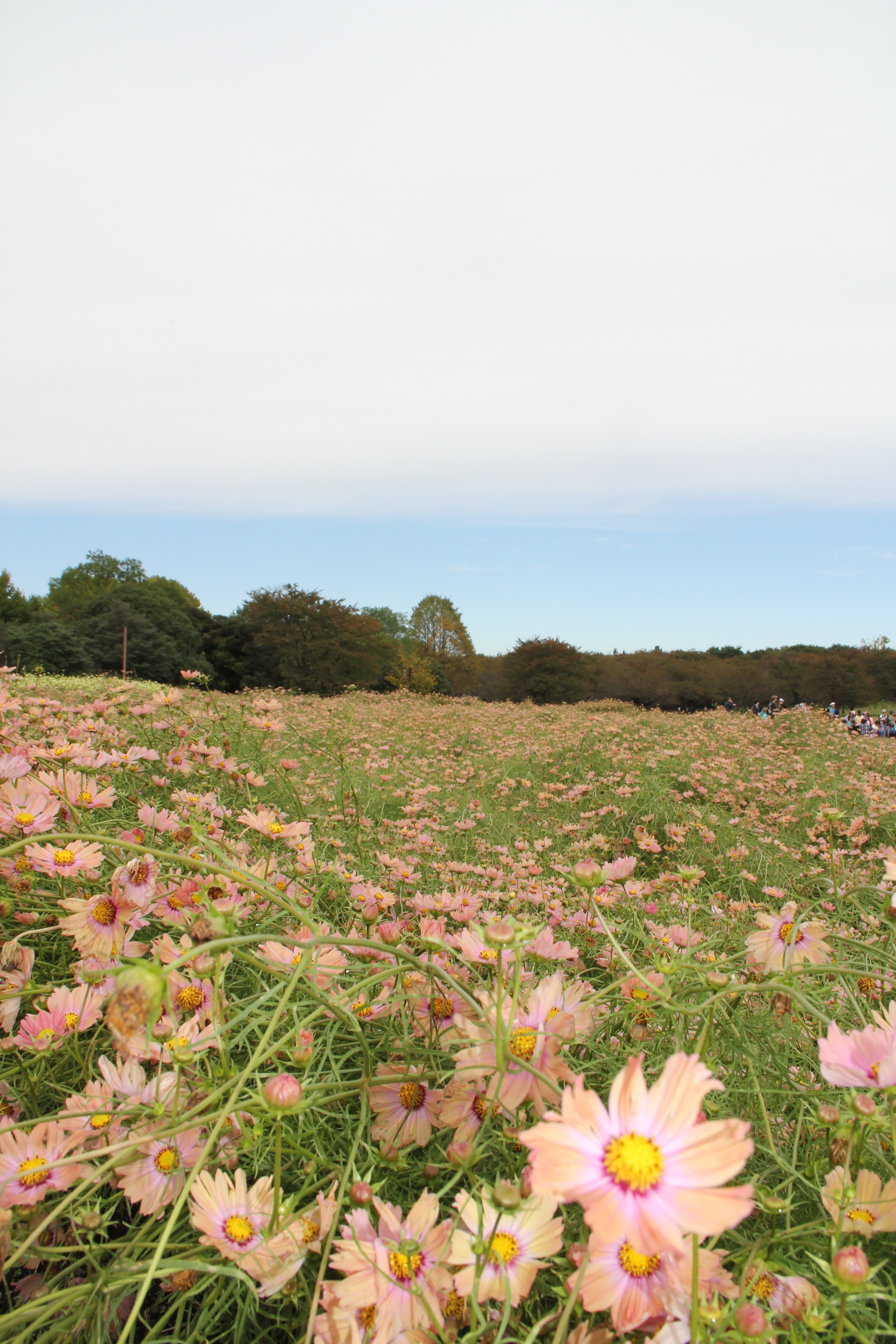
پارک یادبود شووا
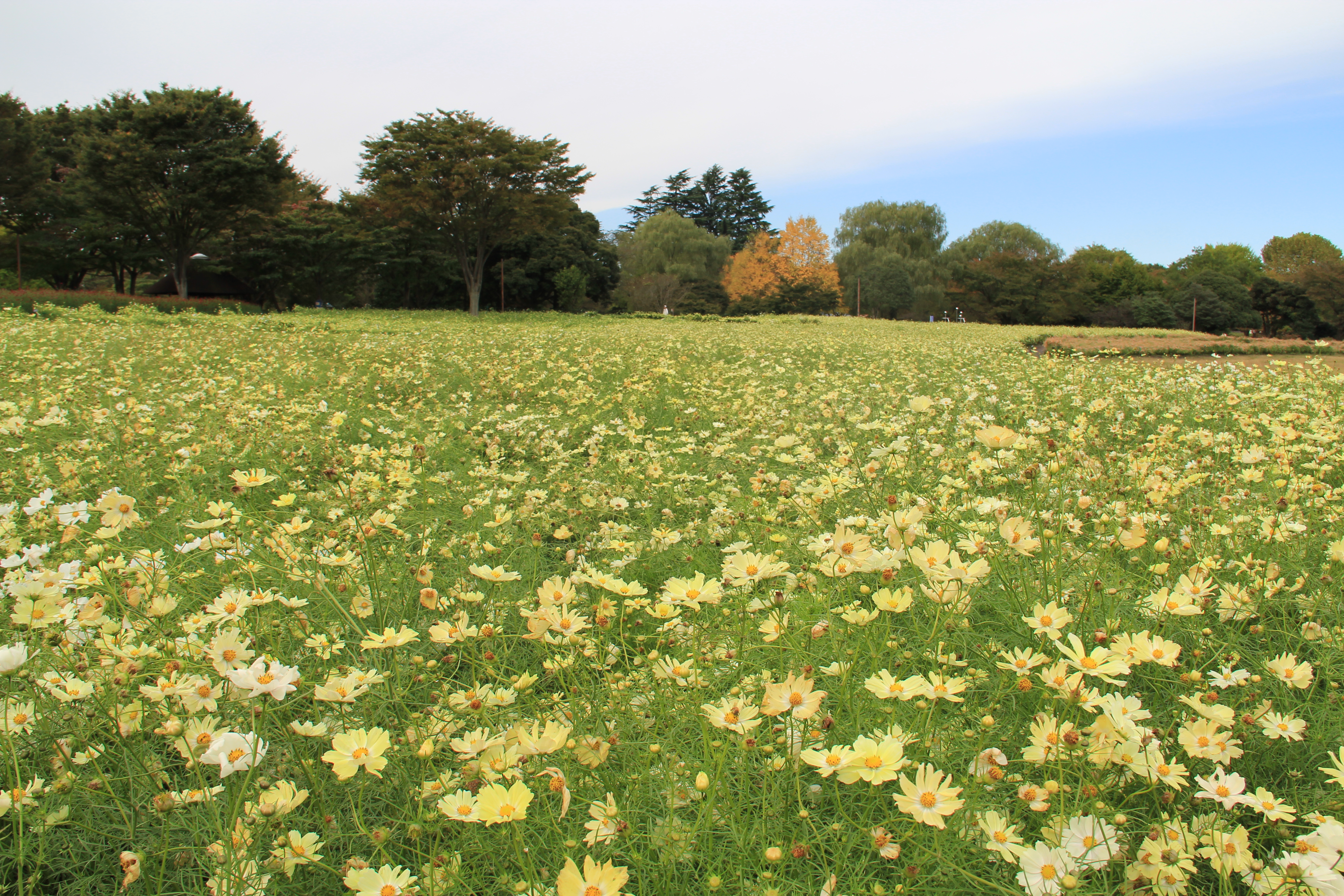
پارک یادبود شووا
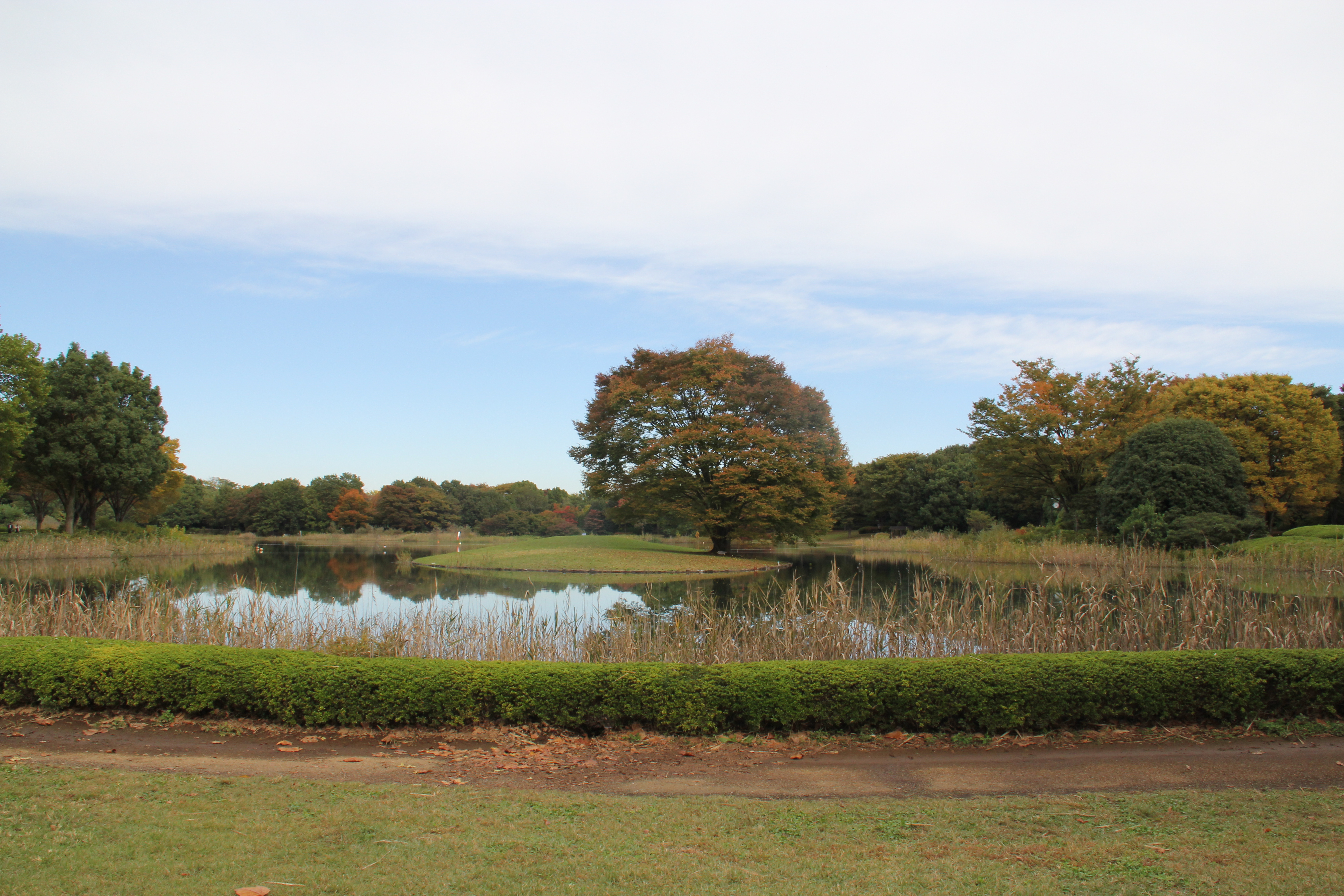
پارک یادبود شووا